# Ferdinand von Münchhausen
Ferdinand Karl Wilhelm August Freiherr von Münchhausen (ur. 23 września 1810 w Straußfurcie w Turyngii, zm. 21 lipca 1882 w Szczecinie) – nadprezydent pruskiej prowincji pomorskiej i członek Izby Panów.

## Życiorys
W latach 1850–1855 landrat powiatu Jerichow I. W latach 1862–1867 prezydent rejencji frankfurckiej, a od 1867 nadprezydent prowincji pomorskiej i prezydent rejencji szczecińskiej. Od 1879 członek pruskiej Izby Panów.